# Elena Solovéi
Elena Yákovlevna Solovéi (en ruso: Еле́на Я́ковлевна Солове́й; Neustrelitz, Zona de Ocupación Soviética de Alemania; 24 de febrero de 1947), es una actriz de cine, teatro y televisión soviética, rusa y estadounidense, profesora de teatro y actriz de doblaje. Artista del Pueblo de la RSFSR (1990). A lo largo de su dilatada carrera ha protagonizado más de cincuenta y cinco películas, desde 1966 en que debutó en el cine. Ganó el premio a la Mejor Actriz de Reparto por la película Hecho (Факт) en el Festival Internacional de Cine de Cannes de 1981.

## Biografía

### Infancia y juventud
Elena Solovéi nació el 24 de febrero de 1947 en Neustrelitz en la familia formada por Yakov Abramovich Nightingale (1917-2003), natural de Kuleshovka (actual óblast de Maguilov; Bielorrusia), un oficial de artillería del Ejército Rojo, veterano de la Segunda Guerra Mundial y de la guerra de invierno, altamente condecorado, y una enfermera de primera línea, la subteniente Zinaída Ivanovna Shmatova (1922-?), originaria de Novotulka (distrito de Jvorostyansky), condecorada con la Orden de la Estrella Roja, en la guarnición militar soviética de Neustrelitz (Zona de Ocupación Soviética de Alemania). Sus padres se habían conocido en 1946 en Alemania.
Vivió en Alemania hasta la edad de 4 años, luego se mudó a Novosibirsk (Unión Soviética), donde su padre había sido destinado, allí pasó la mayor parte de su infancia y juventud, luego, en 1959, cuando su padre se retiró del ejército, se mudó a Moscú con su familia, allí vivieron durante algún tiempo con su abuela paterna.

### Carrera
En Moscú estudió en la que en ese momento era la mejor universidad cinematográfica del país: el Instituto de Cinematografía Gerasimov (VGIK), estudió en la clase de actuación de Boris Babochkin y se graduó en 1970. Mientras aún era estudiante de VGIK, hizo debut cinematográfico en varios cortometrajes durante la década de 1960. En 1969 interpretó su primer papel protagonista como Clarice en la película El rey ciervo (Король-олень; 1970) del director Pável Arsyonov. En 1970 se unió a la compañía del Teatro Maly ("pequeño teatro") de Moscú. Donde interpretó el papel de Nina en la obra de teatro La gaviota de Antón Chéjov.
En 1971, en el set de rodaje de la película Un drama de una vieja vida (Драма из старинной жизни), conoció al diseñador de producción Yuri Pugach. Después de la finalización del rodaje de la película, se mudó a Leningrado con Pugach, donde pronto se casaron. En Leningrado comenzó a trabajar para el estudio cinematográfico Lenfilm.
Durante las décadas de 1970 y de 1980, Solovei interpretó sus papeles más conocidos, como Olga Vosnesenskaya (en alusión a Vera Jolódnaya), junto a Rodión Najapetov en Esclava del amor (Раба любви, 1975), como Sofía junto a Aleksandr Kalyagin en Una pieza inacabada para piano mecánico (Неоконченная пьеса для механического пиани, 1977), y como Olga al lado de Oleg Tabakov en Los últimos días de Oblomov (Несколько дней из жизни Обломова, 1980), todas estas películas del director Nikita Mijalkov.  También actuó en El rey de los ciervos, Un drama de una vieja vida (Драма из старинной жизни, 1971), Nunca soñaste con ... (Вам и не снилось, 1981), En busca de una mujer (Ищите женщину, 1983), Rubia a la vuelta de la esquina (Блондинка за углом, 1984), Una vez que mentí (Единожды солгав, 1987), La vida de Klim Samgin (Жизнь Клима Самгина, 1988), entre sus películas más representativas y populares.
En 1981, ganó el premio a la Mejor Actriz de Reparto por la película Faktas en el Festival Internacional de Cine de Cannes.
En el otoño de 1991, emigró a los Estados Unidos donde se estableció en Nueva Jersey con su esposo, sus dos hijos y una nieta. A partir de ese momento, y debido a su marcado acento ruso, solo apareció en pequeños papeles en películas rusas o ambientadas en Rusia, trabajó para la radio rusa en Nueva York y actuó en varias producciones teatrales de la compañía semiprofesional Bluzhdayushcie zvezdy, organizada por el compositor Alexander Zhurbin, en el barrio neoyorkino de Brighton Beach, conocido por su alta población de inmigrantes de habla rusa. En 2007, interpretó el papel secundario de Kalina Buzhayev en La noche es nuestra (2007), un drama criminal sobre la mafia rusa. En 2002, actuó en varios episodios de la serie The Sopranos. Desde el 2007, da clases de interpretación en el estudio creativo infantil Etude para niños de familias de habla rusa.

## Familia
Entre 1971 y hasta su muerte en 2019 estuvo casada con Yuri Yakovlevich Pugach un decorador y diseñador de producción soviético, juntos tuvieron dos hijos, Irina Pugach (n. 1972), genetista evolutiva y Pável Pugach (n. 1976), virólogo e inmunólogo.

## Filmografía parcial
A lo largo de su dilatada carrera Elena Solovéi ha actuado en más de cincuenta y cinco películas muchas de ellas como protagonista principal. A continuación se listan algunas de sus películas más importantes o representativas.
| Año  | Título original                            | Título en español                       | Papel                                    | Notas                                                                 |
| ---- | ------------------------------------------ | --------------------------------------- | ---------------------------------------- | --------------------------------------------------------------------- |
| 1969 | Король-олень                               | El rey ciervo                           | Clarice                                  | Su debut en el cine                                                   |
| 1970 | Легенда тюрьмы Павиак                      | La leyenda de la prisión de Paviak      | Simón                                    |                                                                       |
| 1970 | И был вечер, и было утро…                  | Y fue la tarde y fue la mañana          | Ksenia Berseneva                         |                                                                       |
| 1970 | О любви                                    | Sobre el amor                           | Rita, la conocida de Peter               |                                                                       |
| 1970 | Семь невест ефрейтора Збруева              | Las siete novias del cabo Zbruev        | Rimma (cuarta novia, enfermera)          |                                                                       |
| 1971 | Драма из старинной жизни                   | Un drama de una vida anterior           | Lyuba                                    |                                                                       |
| 1971 | Егор Булычов и другие                      | Yegor Bulychov y otros                  | Antonina, hija de Dostygaev              |                                                                       |
| 1972 | Нечаянные радости                          | Alegrías inesperadas                    | Vera Nikolaevna                          |                                                                       |
| 1973 | Дети Ванюшина                              | Hijos de Vanyushin                      | Helen, sobrina de Vanyushin              |                                                                       |
| 1974 | Под каменным небом                         | Bajo el cielo de piedra                 | Traductora                               |                                                                       |
| 1975 | Дневник директора школы                    | Diario del director de la escuela       | Tatiana Georgievna, profesora de inglés  |                                                                       |
| 1975 | Концерт для двух скрипок                   | Concierto para dos violines             | Rita Pletneva                            |                                                                       |
| 1975 | Раба любви                                 | Esclava del amor                        | Olga Vosnesenskaya                       | Su obra más conocida                                                  |
| 1977 | Неоконченная пьеса для механического пиани | Una pieza inacabada para piano mecánico | Sophia Yegorovna                         | Basado en una obra de teatro de Antón Chéjov                          |
| 1977 | Смешные люди!                              | ¡Gente divertida!                       | La esposa de Pierre                      |                                                                       |
| 1977 | Враги                                      | Enemigos                                | Polina, esposa de Zajar Bardin           |                                                                       |
| 1979 | Открытая книга                             | Libro abierto                           | Glafira Sergeevna, esposa de Dmitry Lvov |                                                                       |
| 1979 | Жена ушла                                  | La esposa se fue                        | Vera Klyueva, esposa de "Chanita"        |                                                                       |
| 1980 | Несколько дней из жизни Обломова           | Unos días en la vida de Oblómov         | Olga                                     |                                                                       |
| 1980 | Свет в окне                                | La luz en la ventana                    | Natasha                                  |                                                                       |
| 1981 | Приключения титулованной особы             | Las aventuras del príncipe Florizel     | Lady Wendeler                            |                                                                       |
| 1981 | Вам и не снилось                           | Nunca soñaste con ...                   | Tatiana Koltsova                         |                                                                       |
| 1981 | Факт                                       | Hecho                                   | La hermana de Tekle                      |                                                                       |
| 1983 | Ищите женщину                              | En busca de una mujer                   | Clara Rochet                             |                                                                       |
| 1983 | Карантин                                   | Cuarentena                              | Fyokla                                   |                                                                       |
| 1983 | Колье Шарлотты                             | El Collar de Charlotte                  | María Grigorievna Zenova                 |                                                                       |
| 1984 | Блондинка за углом                         | Rubia a la vuelta de la esquina         | Regina                                   |                                                                       |
| 1985 | Софья Ковалевская                          | Sofía Kovalevskaya                      | Anne Jaclard                             | Miniserie                                                             |
| 1986 | Одинокая женщина желает познакомиться      | Una mujer soltera quiere conocerse      | Gerra Nikitichna, vecina de Klava        |                                                                       |
| 1987 | Друг                                       | Amigo                                   | Señora con un perro                      |                                                                       |
| 1987 | Единожды солгав                            | Una vez que mentí                       | Irina, esposa de Alexander               |                                                                       |
| 1988 | Жизнь Клима Самгина                        | La vida de Klim Samgin                  | Vera Petrovna Samgina                    | Serie de televisión                                                   |
| 1991 | Анна Карамазофф                            | Anna Karamazova                         | Elena, estrella de cine mudo             |                                                                       |
| 1991 | Хранители                                  | Los Guardianes                          | Galadriel                                | Miniserie de televisión basada en La Comunidad del Anillo de Tolkien. |
| 2002 | The Sopranos                               | Los Soprano                             | Branca Labinski                          | 3 episodios                                                           |
| 2007 | We Own the Night                           | La noche es nuestra                     | Kalina Buzhayev                          |                                                                       |
| 2013 | The Immigrant                              | El inmigrante                           | Rosie Hertz                              |                                                                       |
| 2016 | The Lost City of Z                         | La ciudad perdida de Z                  | Madame Kumel                             |                                                                       |